# Анкара-Експрес
Анкара-Експрес (тур. Ankara Ekspresi) — щоденний нічний міжміський пасажирський поїзд, під орудою TCDD Taşımacılık, між Стамбулом і Анкарою, з основними зупинками в Ізміті та Ескішехірі. 
Поїзд долає 610,3 км приблизно за 8,5 годин. 

Є дві ітерації Анкара-Експрес; перша ітерація розпочала роботу 12 грудня 1975 зі станції Гайдарпаша в Стамбулі. 
Ця послуга була припинена в 2014 році після завершення будівництва швидкісної залізниці Анкара — Стамбул. 
Після відкриття мережі приміських залізниць Мармарай у 2019 році було відновлено трафік Анкара-Експрес, який відправлявся зі станції Халкали. 
Через таку зміну маршруту Анкара-Експрес став першим нешвидкісним міжміським поїздом, який використовує тунель Мармарай під Босфором.
В 1975 — 2014 рр потяг експлуатувався Турецькими державними залізницями, з 2019 — під орудою TCDD Taşımacılık.